# Rhaesus serricollis
Rhaesus serricollis är en skalbaggsart som först beskrevs av Victor Ivanovitsch Motschulsky 1838.  Rhaesus serricollis ingår i släktet Rhaesus och familjen långhorningar.
Artens utbredningsområde är Iran. Inga underarter finns listade i Catalogue of Life.